# تیم ملی فوتبال زیر ۱۸ سال فرانسه
تیم ملی فوتبال زیر ۱۸ سال فرانسه نماینده کشور فرانسه می‌باشد که زیر نظر فدراسیون فوتبال فرانسه فعالیت می‌کند. مسابقات تیمی زیر ۱۸ سال فقط برای شرکت در مسابقات دوستانه و تورنمنت‌هایی مانند Lafarge Foot Avenir و Taça do Atlântico رقابتی نیست. این تیم به عنوان یک تیم پشتیبان برای تیم ملی فوتبال زیر ۱۹ سال فرانسه فعالیت می‌کند.
فرانسه دو بار در سال‌های ۱۹۹۶ و ۱۹۹۷ به عنوان قهرمانی فوتبال زیر ۱۸ سال یوفا در اروپا رسیده‌است.

## افتخارات
- مسابقات قهرمانی فوتبال زیر ۱۸ سال اروپا یوفا

قهرمانان (۲): ۱۹۹۶، ۱۹۹۷
- Lafarge Foot Avenir - تورنیو د لیموژ

قهرمانان (۷): ۲۰۰۷، ۲۰۰۸، ۲۰۱۰، ۲۰۱۲، ۲۰۱۳، ۲۰۱۵، ۲۰۱۶